# نينبومونا
نينبومونا إلهة من بلاد ما بين النهرين ارتبطت بالينابيع المالحة. ويُعتقد أنها كانت أيضًا إلهة من آلهة العالم السفلي. ولم يُذكر اسمها إلا في عدد قليل من نصوص عصر أور الثالثة من أور وبوزريش-داغان، حيث ظهرت إلى جانب آلهة مثل نينازو ونينجيشزيدا. ويُعتقد أنها كانت تُعبد أيضًا في مركز عبادة هذا الأخير، غيشباندا.

## الشخصية
يمكن ترجمة اسم نينبومونا من السومرية إلى "سيدة نبع الملح". توثق مصطلح pu 3 -mun، "نبع الملح"، لأول مرة في وثيقة من فترة الأسرات المبكرة. يترجم الاسم إلى d Nin-TÚL-mun-na في Reallexikon der Assyriologie und Vorderasiatischen Archäologie، ولكن المنشورات الأحدث لدينا كاتز (2007)، وآنابيل ستايجر (2010) وخوسيه هيرنانديز (2013) تستخدم باستمرار القراءة "نينبومونا". أشار إليها مارك إي. كوهين بالفعل باسم "نينبومونا" في دراسة نُشرت عام 1993.
من المفترض أن نينبومونا كانت مرتبطة بالعالم السفلي. ومن المحتمل أن نوع الينابيع التي ارتبطت بها كان يُنظر إليها على أنها رمز للموت. ومع ذلك، يشير ستايجر إلى أن الدراسات المستقبلية لشخصيتها ستحتاج إلى الأخذ في الاعتبار أن الملح كان له أيضًا ارتباطات إيجابية في الثقافة الرافدينية، بشكل رئيسي كسلعة ثمينة أو كعامل للتطهير الطقسي.

## العبادة
النصوص المعروفة الوحيدة التي تذكر نينبومونا تأتي من أور وبوزريش-دغان. وقد تأرخت جميعًا إلى نفس القسم الذي يعود تاريخه إلى أربعين عامًا تقريبًا من فترة أور الثالثة، وقد كُتبت معظمها على وجه التحديد في عهد الملكين أمار سين وإبي سين.
في نص من الموقع الأخير من هذين الموقعين، ورد أن كاهنة من ميسلامتيا كانت مسؤولة عن تقديم الأغنام إلى نينبومونا. ومع ذلك، كان لديها أيضًا رجال الدين الخاصين بها، كما يتضح من حقيقة ظهور "saĝĝa of Ninpumuna" في وثيقة من نفس الموقع تتعامل مع عمليات التسليم لأوساجا، وهو عضو محتمل في العائلة المالكة، وإلى أموري يُدعى نابلانوم. يمكن ترجمة مصطلح saĝĝa إلى "مسؤول المعبد". أقيمت إحدى المراسم التي تضمنت نينبومونا في معبد نيسون، ويبدو أنها كانت تحت إشراف الملك الحاكم في ذلك الوقت، شو سين. تظهر أيضًا في الطقوس الرابعة من سلسلة تتعلق بطقوس جنازة نفس الملك والتي اكتشفت في بوزريش داجان. وفقًا لهذا النص، تلقت قربانًا من الحيوانات القربانية إلى جانب آلهة مثل نينشوبور، وباو، وبيليت شوخنير، وهايا، ومظاهر مختلفة لإنانا، وشمش، ومسلمتاي، وغشتينانا، وألاني، وجلجامش، وبواب العالم السفلي نتي، والملك المؤله أمار سين، وغيرهم. قد يكون الترتيب الذي رتبوا به عشوائيًا.
في أور تظهر نيبومونا في قائمتين للقرابين، وفي كلتيهما تتلقى قرابين إلى جانب نينازو، وفي إحداهما أيضًا نينجيريدا، ونينجيشزيدا، ونينازيموا، وعلا، وإله لم يُحفظ اسمه بالكامل. غالبًا ما يثبت ارتباطات مماثلة بينها وبين آلهة العالم السفلي في مصادر أخرى متاحة. كما إثبت ارتباطها بآلاموش ونينوريما. بناءً على ارتباطها بنينجيشزيدا، تقترح آنابيل ستيجر أنها ربما كانت تُعبد في مركز عبادته، جيشباندا.